# Spaulding Automobile & Motor Company
Spaulding Automobile & Motor Company war ein US-amerikanischer Hersteller von Automobilen.

## Unternehmensgeschichte
Henry F. Spaulding und sein Bruder C. M. gründeten das Unternehmen im Januar 1902. Der Sitz war in Buffalo im US-Bundesstaat New York. Sie begannen mit der Produktion von Automobilen. Der Markenname lautete Spaulding. Die erste Serie umfasste 100 Fahrzeuge. Zweimal kam es zu gerichtlichen Problemen mit Oldsmobile. Zunächst betraf es den Motor und dann die Radaufhängung, die dem Oldsmobile zu ähnlich waren. Im Februar 1903 wurden finanzielle Problemen bekannt, die zum Bankrott führten. Im März 1903 wurde alles an J. F. Morlock verkauft, der daraufhin die Morlock Automobile Manufacturing Company gründete.
Es gab keine Verbindung zur Spaulding Manufacturing Company, die ab 1910 ebenfalls Personenkraftwagen der Marke Spaulding herstellte.

## Fahrzeuge

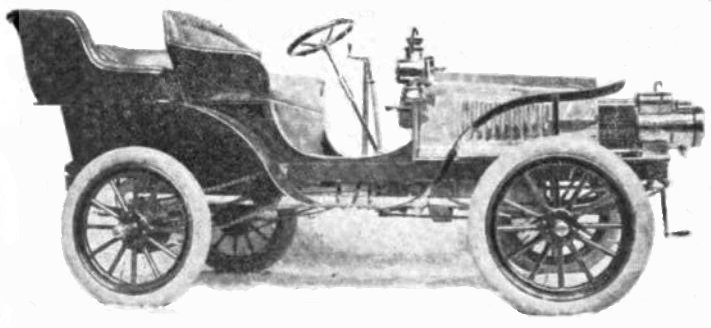
Der 25-PS-Wagen von 1903

Das erste Modell von 1902 hatte einen Einzylindermotor. Er leistete 4 PS Leistung. Die Motorleistung wurde über ein Planetengetriebe an die Hinterachse übertragen. Der Aufbau war ein Runabout. Gelenkt wurde mit einem Lenkhebel. Der Neupreis betrug 650 US-Dollar.
1903 wurde die Motorleistung auf 6 PS erhöht. Die Wagen kosteten nun 700 Dollar. Außerdem erschien ein größeres Modell mit einem Zweizylindermotor. Er war mit 25 PS angegeben. Das Getriebe hatte drei Gänge. Die Karosserie war ein offener Tourenwagen. Dieses Modell hatte ein Lenkrad.